# Melanelixia fuliginosa
Melanelixia fuliginosa är en lavart som först beskrevs av Lamy, och fick sitt nu gällande namn av Emma Sandler Berlin och Ulf Arup. I den svenska databasen Dyntaxa används istället namnet Melanelixia glabratula. Melanelixia fuliginosa ingår i släktet Melanelixia, och familjen Parmeliaceae. Arten är reproducerande i Sverige.

## Bildgalleri

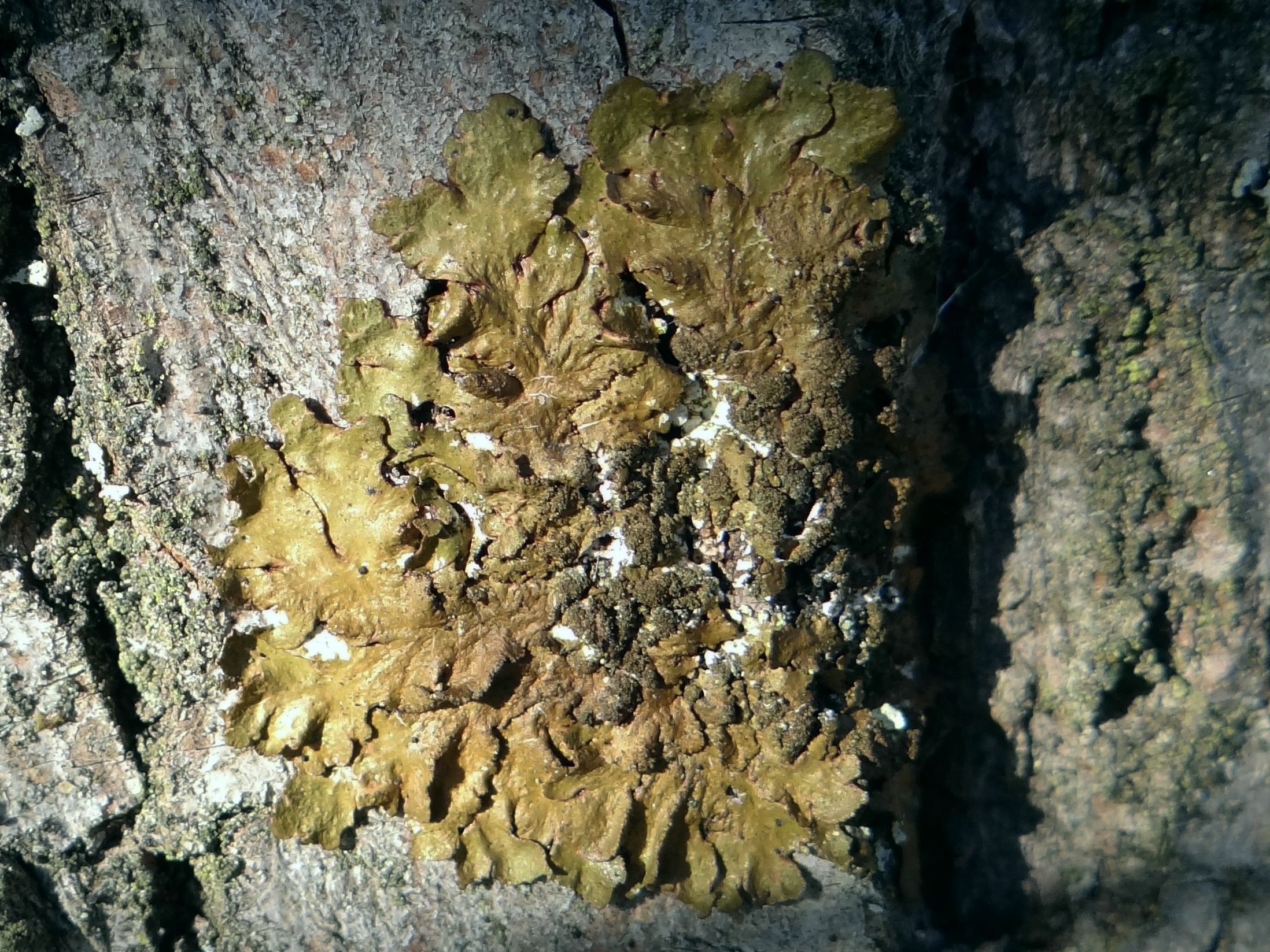
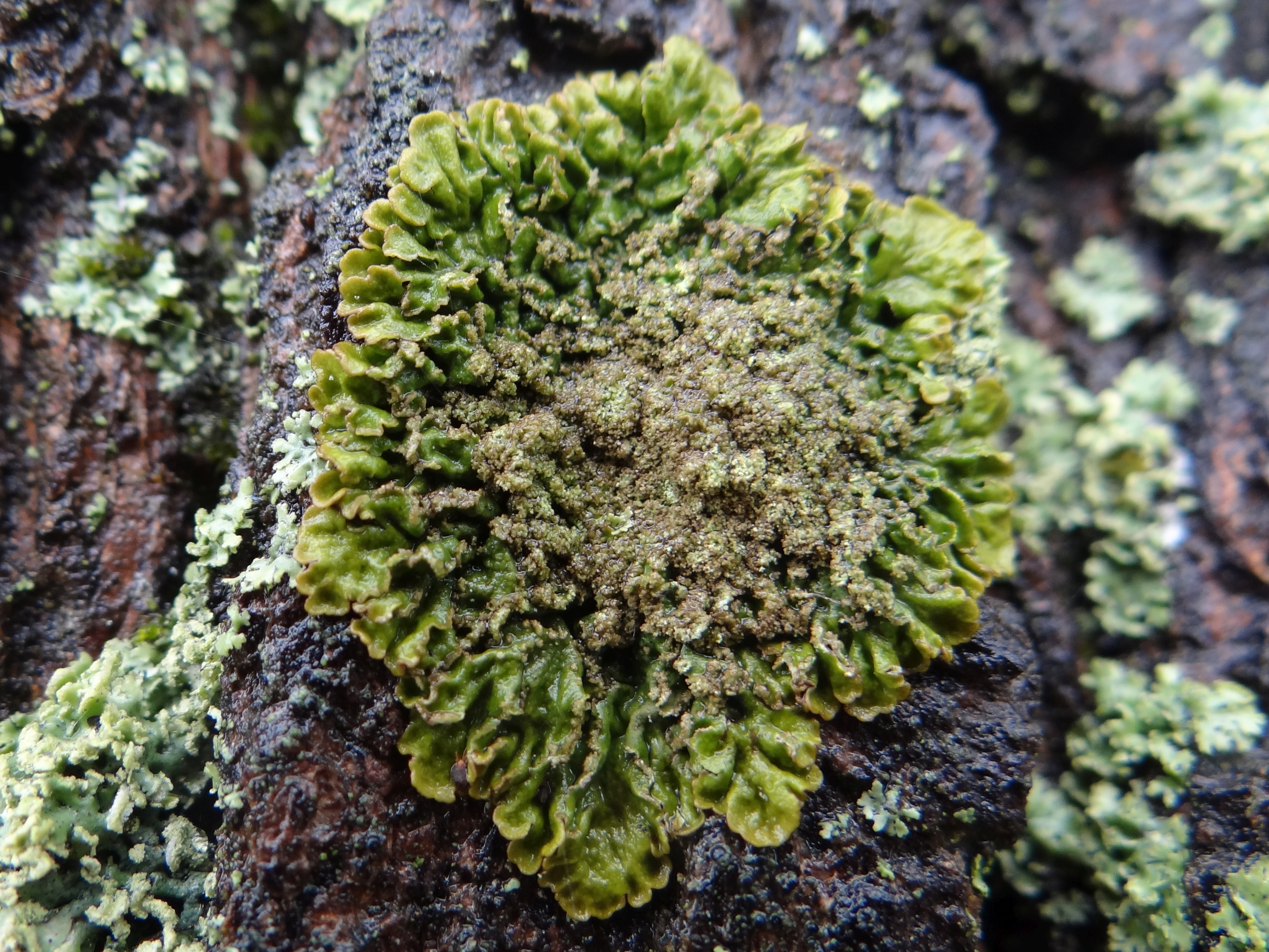